# Diachrysia tutti
Diachrysia tutti là một loài bướm đêm trong họ Noctuidae.

## Hình ảnh

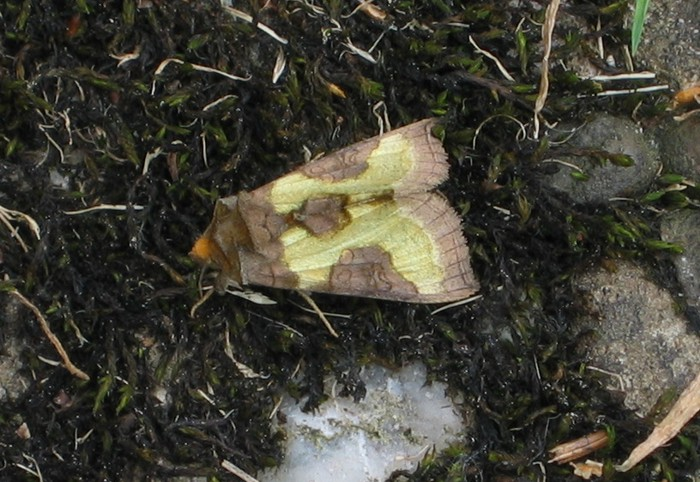